# Tirreno-Adriatico 2015
La 50e édition de Tirreno-Adriatico a eu lieu du 11 au 17 mars 2015. C'est la troisième épreuve de l'UCI World Tour 2015.
L'épreuve a été remportée par le Colombien Nairo Quintana (Movistar), vainqueur de la cinquième étape, qui s'impose devant le Néerlandais Bauke Mollema (Trek Factory Racing) et son compatriote Rigoberto Urán (Etixx-Quick Step), respectivement de dix-huit et trente-et-une secondes.
Le Slovaque Peter Sagan (Tinkoff-Saxo), lauréat de la sixième étape, remporte le classement par points, le Colombien Carlos Quintero (Colombia) celui de la montagne tandis que Quintana termine meilleur jeune et que la formation espagnole Movistar gagne le classement par équipes.

## Présentation

### Parcours
Tirreno-Adriatico propose un parcours similaire à celui de l'édition précédente. La course démarre par une étape sous la forme d'un prologue long de 5,4 km dans les rues de Camaiore, en Toscane. S'ensuit une étape de plaine, puis une étape longue de 203 km entre Cascina et Arezzo, avec le même circuit final technique que la quatrième étape de l'édition 2014. Un week-end favorable aux grimpeurs est alors programmé : la troisième étape comprend notamment quatre ascensions répertoriées, le lendemain les coureurs passent par plusieurs cols avant de terminer par le Mont Terminillo. Après une nouvelle étape de plaine, l'épreuve se termine par un contre-la-montre individuel de 10 km, comparable à celui des quatre dernières années.

### Équipes
En tant qu'épreuve World Tour, les dix-sept WorldTeams participent à la course. L'organisateur RCS Sport a communiqué la liste des cinq équipes invitées le 19 janvier 2015.
Vingt-deux équipes participent à ce Tirreno-Adriatico - dix-sept WorldTeams et cinq équipes continentales professionnelles :
| UCI WorldTeams      | UCI WorldTeams | UCI WorldTeams |
| Nom de l'équipe     | Pays           | Code           |
| ------------------- | -------------- | -------------- |
| AG2R La Mondiale    | France         | ALM            |
| Astana              | Kazakhstan     | AST            |
| BMC Racing          | États-Unis     | BMC            |
| Cannondale-Garmin   | États-Unis     | TCG            |
| Etixx-Quick Step    | Belgique       | EQS            |
| FDJ                 | France         | FDJ            |
| Giant-Alpecin       | Allemagne      | TGA            |
| IAM                 | Suisse         | IAM            |
| Katusha             | Russie         | KAT            |
| Lampre-Merida       | Italie         | LAM            |
| Lotto NL-Jumbo      | Pays-Bas       | TLJ            |
| Lotto-Soudal        | Belgique       | LTS            |
| Movistar            | Espagne        | MOV            |
| Orica-GreenEDGE     | Australie      | OGE            |
| Sky                 | Royaume-Uni    | SKY            |
| Tinkoff-Saxo        | Russie         | TCS            |
| Trek Factory Racing | États-Unis     | TFR            |

| Équipes continentales professionnelles | Équipes continentales professionnelles | Équipes continentales professionnelles |
| Nom de l'équipe                        | Pays                                   | Code                                   |
| -------------------------------------- | -------------------------------------- | -------------------------------------- |
| Bardiani CSF                           | Italie                                 | BAR                                    |
| Bora-Argon 18                          | Allemagne                              | BOA                                    |
| Colombia                               | Colombie                               | COL                                    |
| Europcar                               | France                                 | EUC                                    |
| MTN-Qhubeka                            | Afrique du Sud                         | MTN                                    |

### Favoris
Trois vainqueurs du Tour de France ont confirmé leur présence sur la course, il s'agit du tenant du titre de Tirreno-Adriatico : l'Espagnol Alberto Contador (Tinkoff-Saxo), de l'Italien Vincenzo Nibali (Astana), double vainqueur de Tirreno-Adriatico en 2012 et 2013, et du Britannique Christopher Froome (Sky). Froome a ensuite déclaré forfait pour cette épreuve. Le Colombien Nairo Quintana (Movistar) ou encore le Français Thibaut Pinot (FDJ), troisième du Tour de France 2014, font partie des outsiders.

## Étapes
| Étape     | Date    | Villes étapes                                       |                             | Distance (km) | Vainqueur d’étape | Leader du classement général |
| --------- | ------- | --------------------------------------------------- | --------------------------- | ------------- | ----------------- | ---------------------------- |
| 1re étape | 11 mars | Lido di Camaiore - Lido di Camaiore                 | Contre-la-montre individuel | 5,4           | Adriano Malori    | Adriano Malori               |
| 2e étape  | 12 mars | Camaiore - Cascina                                  | Étape de plaine             | 153           | Jens Debusschere  | Adriano Malori               |
| 3e étape  | 13 mars | Cascina - Arezzo                                    | Étape de plaine             | 203           | Greg Van Avermaet | Greg Van Avermaet            |
| 4e étape  | 14 mars | Indicatore - Castelraimondo                         | Étape vallonnée             | 226           | Wout Poels        | Wout Poels                   |
| 5e étape  | 15 mars | Esanatoglia - Mont Terminillo                       | Étape de montagne           | 199           | Nairo Quintana    | Nairo Quintana               |
| 6e étape  | 16 mars | Rieti - Porto Sant'Elpidio                          | Étape de plaine             | 210           | Peter Sagan       | Nairo Quintana               |
| 7e étape  | 17 mars | San Benedetto del Tronto - San Benedetto del Tronto | Contre-la-montre individuel | 10            | Fabian Cancellara | Nairo Quintana               |

## Déroulement de la course

### 1reétape
| Classement de l'étape, | Classement de l'étape, | Classement de l'étape, | Classement de l'étape, | Classement de l'étape, |
|                        | Coureur                | Pays                   | Équipe                 | Temps                  |
| ---------------------- | ---------------------- | ---------------------- | ---------------------- | ---------------------- |
| 1er                    | Adriano Malori         | Italie                 | Movistar               | en 6 min 4 s           |
| 2e                     | Fabian Cancellara      | Suisse                 | Trek Factory Racing    | + 1 s                  |
| 3e                     | Greg Van Avermaet      | Belgique               | BMC Racing             | + 2 s                  |
| 4e                     | Maciej Bodnar          | Pologne                | Tinkoff-Saxo           | + 2 s                  |
| 5e                     | Matthias Brändle       | Autriche               | IAM                    | + 2 s                  |
| 6e                     | Daniel Oss             | Italie                 | BMC Racing             | + 4 s                  |
| 7e                     | Ramūnas Navardauskas   | Lituanie               | Cannondale-Garmin      | + 5 s                  |
| 8e                     | Steve Cummings         | Royaume-Uni            | MTN-Qhubeka            | + 6 s                  |
| 9e                     | Peter Sagan            | Slovaquie              | Tinkoff-Saxo           | + 6 s                  |
| 10e                    | Johan Le Bon           | France                 | FDJ                    | + 8 s                  |
| modifier               |                        |                        |                        |                        |

| Classement général | Classement général   | Classement général | Classement général  | Classement général |
|                    | Coureur              | Pays               | Équipe              | Temps              |
| ------------------ | -------------------- | ------------------ | ------------------- | ------------------ |
| 1er                | Adriano Malori       | Italie             | Movistar            | en 6 min 4 s       |
| 2e                 | Fabian Cancellara    | Suisse             | Trek Factory Racing | + 1 s              |
| 3e                 | Greg Van Avermaet    | Belgique           | BMC Racing          | + 2 s              |
| 4e                 | Maciej Bodnar        | Pologne            | Tinkoff-Saxo        | + 2 s              |
| 5e                 | Matthias Brändle     | Autriche           | IAM                 | + 2 s              |
| 6e                 | Daniel Oss           | Italie             | BMC Racing          | + 4 s              |
| 7e                 | Ramūnas Navardauskas | Lituanie           | Cannondale-Garmin   | + 5 s              |
| 8e                 | Steve Cummings       | Royaume-Uni        | MTN-Qhubeka         | + 6 s              |
| 9e                 | Peter Sagan          | Slovaquie          | Tinkoff-Saxo        | + 6 s              |
| 10e                | Johan Le Bon         | France             | FDJ                 | + 8 s              |
| modifier           |                      |                    |                     |                    |

### 2eétape
| Classement de l'étape | Classement de l'étape | Classement de l'étape | Classement de l'étape | Classement de l'étape |
|                       | Coureur               | Pays                  | Équipe                | Temps                 |
| --------------------- | --------------------- | --------------------- | --------------------- | --------------------- |
| 1er                   | Jens Debusschere      | Belgique              | Lotto-Soudal          | en 3 h 30 min 18 s    |
| 2e                    | Peter Sagan           | Slovaquie             | Tinkoff-Saxo          | m.t                   |
| 3e                    | Sam Bennett           | Irlande               | Bora-Argon 18         | m.t                   |
| 4e                    | Alexander Porsev      | Russie                | Katusha               | m.t                   |
| 5e                    | Tyler Farrar          | États-Unis            | MTN-Qhubeka           | m.t                   |
| 6e                    | Magnus Cort Nielsen   | Danemark              | Orica-GreenEDGE       | m.t                   |
| 7e                    | Roger Kluge           | Allemagne             | IAM                   | m.t                   |
| 8e                    | Nicola Ruffoni        | Italie                | Bardiani CSF          | m.t                   |
| 9e                    | Zakkari Dempster      | Australie             | Bora-Argon 18         | m.t                   |
| 10e                   | Mark Renshaw          | Australie             | Etixx-Quick Step      | m.t                   |
| modifier              |                       |                       |                       |                       |

| Classement général | Classement général   | Classement général | Classement général  | Classement général |
|                    | Coureur              | Pays               | Équipe              | Temps              |
| ------------------ | -------------------- | ------------------ | ------------------- | ------------------ |
| 1er                | Adriano Malori       | Italie             | Movistar            | en 3 h 36 min 22 s |
| 2e                 | Peter Sagan          | Slovaquie          | Tinkoff-Saxo        | + 0 s              |
| 3e                 | Fabian Cancellara    | Suisse             | Trek Factory Racing | + 1 s              |
| 4e                 | Greg Van Avermaet    | Belgique           | BMC Racing          | + 2 s              |
| 5e                 | Matthias Brändle     | Autriche           | IAM                 | + 2 s              |
| 6e                 | Maciej Bodnar        | Pologne            | Tinkoff-Saxo        | + 2 s              |
| 7e                 | Daniel Oss           | Italie             | BMC Racing          | + 4 s              |
| 8e                 | Ramūnas Navardauskas | Lituanie           | Cannondale-Garmin   | + 5 s              |
| 9e                 | Steve Cummings       | Royaume-Uni        | MTN-Qhubeka         | + 6 s              |
| 10e                | Martijn Keizer       | Pays-Bas           | Lotto NL-Jumbo      | + 7 s              |
| modifier           |                      |                    |                     |                    |

### 3eétape
| Classement de l'étape | Classement de l'étape | Classement de l'étape | Classement de l'étape | Classement de l'étape |
|                       | Coureur               | Pays                  | Équipe                | Temps                 |
| --------------------- | --------------------- | --------------------- | --------------------- | --------------------- |
| 1er                   | Greg Van Avermaet     | Belgique              | BMC Racing            | en 4 h 58 min 17 s    |
| 2e                    | Peter Sagan           | Slovaquie             | Tinkoff-Saxo          | m.t                   |
| 3e                    | Zdeněk Štybar         | Tchéquie              | Etixx-Quick Step      | m.t                   |
| 4e                    | Filippo Pozzato       | Italie                | Lampre-Merida         | m.t                   |
| 5e                    | Fabian Cancellara     | Suisse                | Trek Factory Racing   | m.t                   |
| 6e                    | Simon Geschke         | Allemagne             | Giant-Alpecin         | m.t                   |
| 7e                    | Paul Martens          | Allemagne             | Lotto NL-Jumbo        | m.t                   |
| 8e                    | Andriy Grivko         | Ukraine               | Astana                | m.t                   |
| 9e                    | Rigoberto Urán        | Colombie              | Etixx-Quick Step      | m.t                   |
| 10e                   | Wout Poels            | Pays-Bas              | Sky                   | m.t                   |
| modifier              |                       |                       |                       |                       |

| Classement général | Classement général   | Classement général | Classement général  | Classement général |
|                    | Coureur              | Pays               | Équipe              | Temps              |
| ------------------ | -------------------- | ------------------ | ------------------- | ------------------ |
| 1er                | Greg Van Avermaet    | Belgique           | BMC Racing          | en 8 h 34 min 31 s |
| 2e                 | Peter Sagan          | Slovaquie          | Tinkoff-Saxo        | + 2 s              |
| 3e                 | Adriano Malori       | Italie             | Movistar            | + 8 s              |
| 4e                 | Fabian Cancellara    | Suisse             | Trek Factory Racing | + 9 s              |
| 5e                 | Matthias Brändle     | Autriche           | IAM                 | + 10 s             |
| 6e                 | Ramūnas Navardauskas | Lituanie           | Cannondale-Garmin   | + 13 s             |
| 7e                 | Steve Cummings       | Royaume-Uni        | MTN-Qhubeka         | + 14 s             |
| 8e                 | Jonathan Castroviejo | Espagne            | Movistar            | + 16 s             |
| 9e                 | Edvald Boasson Hagen | Norvège            | MTN-Qhubeka         | + 16 s             |
| 10e                | Andriy Grivko        | Ukraine            | Astana              | + 17 s             |
| modifier           |                      |                    |                     |                    |

### 4eétape
| Classement de l'étape | Classement de l'étape | Classement de l'étape | Classement de l'étape | Classement de l'étape |
|                       | Coureur               | Pays                  | Équipe                | Temps                 |
| --------------------- | --------------------- | --------------------- | --------------------- | --------------------- |
| 1er                   | Wout Poels            | Pays-Bas              | Sky                   | en 5 h 53 min 38 s    |
| 2e                    | Rigoberto Urán        | Colombie              | Etixx-Quick Step      | + 14 s                |
| 3e                    | Joaquim Rodríguez     | Espagne               | Katusha               | + 14 s                |
| 4e                    | Alexis Vuillermoz     | France                | AG2R La Mondiale      | + 14 s                |
| 5e                    | Rinaldo Nocentini     | Italie                | AG2R La Mondiale      | + 14 s                |
| 6e                    | Roman Kreuziger       | Tchéquie              | Tinkoff-Saxo          | + 14 s                |
| 7e                    | Giampaolo Caruso      | Italie                | Katusha               | + 14 s                |
| 8e                    | Nairo Quintana        | Colombie              | Movistar              | + 14 s                |
| 9e                    | Jurgen Van den Broeck | Belgique              | Lotto-Soudal          | + 14 s                |
| 10e                   | Adam Yates            | Royaume-Uni           | Orica-GreenEDGE       | + 14 s                |
| modifier              |                       |                       |                       |                       |

| Classement général | Classement général   | Classement général | Classement général  | Classement général  |
|                    | Coureur              | Pays               | Équipe              | Temps               |
| ------------------ | -------------------- | ------------------ | ------------------- | ------------------- |
| 1er                | Wout Poels           | Pays-Bas           | Sky                 | en 14 h 28 min 18 s |
| 2e                 | Rigoberto Urán       | Colombie           | Etixx-Quick Step    | + 17 s              |
| 3e                 | Steve Cummings       | Royaume-Uni        | MTN-Qhubeka         | + 26 s              |
| 4e                 | Thibaut Pinot        | France             | FDJ                 | + 26 s              |
| 5e                 | Roman Kreuziger      | Tchéquie           | Tinkoff-Saxo        | + 27 s              |
| 6e                 | Jonathan Castroviejo | Espagne            | Movistar            | + 28 s              |
| 7e                 | Bauke Mollema        | Pays-Bas           | Trek Factory Racing | + 28 s              |
| 8e                 | Peter Sagan          | Slovaquie          | Tinkoff-Saxo        | + 30 s              |
| 9e                 | Vincenzo Nibali      | Italie             | Astana              | + 31 s              |
| 10e                | Alberto Contador     | Espagne            | Tinkoff-Saxo        | + 32 s              |
| modifier           |                      |                    |                     |                     |

### 5eétape
| Classement de l'étape | Classement de l'étape | Classement de l'étape | Classement de l'étape | Classement de l'étape |
|                       | Coureur               | Pays                  | Équipe                | Temps                 |
| --------------------- | --------------------- | --------------------- | --------------------- | --------------------- |
| 1er                   | Nairo Quintana        | Colombie              | Movistar              | en 5 h 26 min 3 s     |
| 2e                    | Bauke Mollema         | Pays-Bas              | Trek Factory Racing   | + 41 s                |
| 3e                    | Joaquim Rodríguez     | Espagne               | Katusha               | + 55 s                |
| 4e                    | Rigoberto Urán        | Colombie              | Etixx-Quick Step      | + 55 s                |
| 5e                    | Alberto Contador      | Espagne               | Tinkoff-Saxo          | + 55 s                |
| 6e                    | Thibaut Pinot         | France                | FDJ                   | + 55 s                |
| 7e                    | Adam Yates            | Royaume-Uni           | Orica-GreenEDGE       | + 55 s                |
| 8e                    | Domenico Pozzovivo    | Italie                | AG2R La Mondiale      | + 55 s                |
| 9e                    | Przemysław Niemiec    | Pologne               | Lampre Merida         | + 1 min 5 s           |
| 10e                   | Damiano Caruso        | Italie                | BMC Racing            | + 1 min 10 s          |
| modifier              |                       |                       |                       |                       |

| Classement général | Classement général | Classement général | Classement général  | Classement général  |
|                    | Coureur            | Pays               | Équipe              | Temps               |
| ------------------ | ------------------ | ------------------ | ------------------- | ------------------- |
| 1er                | Nairo Quintana     | Colombie           | Movistar            | en 19 h 54 min 45 s |
| 2e                 | Bauke Mollema      | Pays-Bas           | Trek Factory Racing | + 39 s              |
| 3e                 | Rigoberto Urán     | Colombie           | Etixx-Quick Step    | + 48 s              |
| 4e                 | Thibaut Pinot      | France             | FDJ                 | + 57 s              |
| 5e                 | Alberto Contador   | Espagne            | Tinkoff-Saxo        | + 1 min 3 s         |
| 6e                 | Adam Yates         | Royaume-Uni        | Orica-GreenEDGE     | + 1 min 4 s         |
| 7e                 | Domenico Pozzovivo | Italie             | AG2R La Mondiale    | + 1 min 6 s         |
| 8e                 | Joaquim Rodríguez  | Espagne            | Katusha             | + 1 min 7 s         |
| 9e                 | Steve Cummings     | Royaume-Uni        | MTN-Qhubeka         | + 1 min 12 s        |
| 10e                | Wout Poels         | Pays-Bas           | Sky                 | + 1 min 13 s        |
| modifier           |                    |                    |                     |                     |

### 6eétape
| Classement de l'étape | Classement de l'étape | Classement de l'étape | Classement de l'étape | Classement de l'étape |
|                       | Coureur               | Pays                  | Équipe                | Temps                 |
| --------------------- | --------------------- | --------------------- | --------------------- | --------------------- |
| 1er                   | Peter Sagan           | Slovaquie             | Tinkoff-Saxo          | en 5 h 4 min 13 s     |
| 2e                    | Gerald Ciolek         | Allemagne             | MTN-Qhubeka           | m.t                   |
| 3e                    | Jens Debusschere      | Belgique              | Lotto-Soudal          | m.t                   |
| 4e                    | Magnus Cort Nielsen   | Danemark              | Orica-GreenEDGE       | m.t                   |
| 5e                    | Maximiliano Richeze   | Argentine             | Lampre-Merida         | m.t                   |
| 6e                    | Edvald Boasson Hagen  | Norvège               | MTN-Qhubeka           | m.t                   |
| 7e                    | Nikias Arndt          | Allemagne             | Giant-Alpecin         | m.t                   |
| 8e                    | Sam Bennett           | Irlande               | Bora-Argon 18         | m.t                   |
| 9e                    | Ramūnas Navardauskas  | Lituanie              | Cannondale-Garmin     | m.t                   |
| 10e                   | Alexey Lutsenko       | Kazakhstan            | Astana                | m.t                   |
| modifier              |                       |                       |                       |                       |

| Classement général | Classement général | Classement général | Classement général  | Classement général  |
|                    | Coureur            | Pays               | Équipe              | Temps               |
| ------------------ | ------------------ | ------------------ | ------------------- | ------------------- |
| 1er                | Nairo Quintana     | Colombie           | Movistar            | en 24 h 58 min 58 s |
| 2e                 | Bauke Mollema      | Pays-Bas           | Trek Factory Racing | + 39 s              |
| 3e                 | Rigoberto Urán     | Colombie           | Etixx-Quick Step    | + 48 s              |
| 4e                 | Thibaut Pinot      | France             | FDJ                 | + 57 s              |
| 5e                 | Alberto Contador   | Espagne            | Tinkoff-Saxo        | + 1 min 3 s         |
| 6e                 | Adam Yates         | Royaume-Uni        | Orica-GreenEDGE     | + 1 min 4 s         |
| 7e                 | Domenico Pozzovivo | Italie             | AG2R La Mondiale    | + 1 min 6 s         |
| 8e                 | Joaquim Rodríguez  | Espagne            | Katusha             | + 1 min 7 s         |
| 9e                 | Steve Cummings     | Royaume-Uni        | MTN-Qhubeka         | + 1 min 12 s        |
| 10e                | Wout Poels         | Pays-Bas           | Sky                 | + 1 min 13 s        |
| modifier           |                    |                    |                     |                     |

### 7eétape
| Classement de l'étape | Classement de l'étape | Classement de l'étape | Classement de l'étape | Classement de l'étape |
|                       | Coureur               | Pays                  | Équipe                | Temps                 |
| --------------------- | --------------------- | --------------------- | --------------------- | --------------------- |
| 1er                   | Fabian Cancellara     | Suisse                | Trek Factory Racing   | en 11 min 23 s        |
| 2e                    | Adriano Malori        | Italie                | Movistar              | + 4 s                 |
| 3e                    | Vasil Kiryienka       | Biélorussie           | Sky                   | + 9 s                 |
| 4e                    | Jonathan Castroviejo  | Espagne               | Movistar              | + 12 s                |
| 5e                    | Maciej Bodnar         | Pologne               | Tinkoff-Saxo          | + 16 s                |
| 6e                    | Michael Hepburn       | Australie             | Orica-GreenEDGE       | + 16 s                |
| 7e                    | Ramūnas Navardauskas  | Lituanie              | Cannondale-Garmin     | + 17 s                |
| 8e                    | Steve Cummings        | Royaume-Uni           | MTN-Qhubeka           | + 23 s                |
| 9e                    | Andrey Amador         | Costa Rica            | Movistar              | + 25 s                |
| 10e                   | Edvald Boasson Hagen  | Norvège               | MTN-Qhubeka           | + 26 s                |
| modifier              |                       |                       |                       |                       |

## Classements finals

### Classement général final
| Classement général final | Classement général final | Classement général final | Classement général final | Classement général final |
|                          | Coureur                  | Pays                     | Équipe                   | Temps                    |
| ------------------------ | ------------------------ | ------------------------ | ------------------------ | ------------------------ |
| 1er                      | Nairo Quintana           | Colombie                 | Movistar                 | en 25 h 11 min 16 s      |
| 2e                       | Bauke Mollema            | Pays-Bas                 | Trek Factory Racing      | + 18 s                   |
| 3e                       | Rigoberto Urán           | Colombie                 | Etixx-Quick Step         | + 31 s                   |
| 4e                       | Thibaut Pinot            | France                   | FDJ                      | + 35 s                   |
| 5e                       | Alberto Contador         | Espagne                  | Tinkoff-Saxo             | + 39 s                   |
| 6e                       | Steve Cummings           | Royaume-Uni              | MTN-Qhubeka              | + 40 s                   |
| 7e                       | Wout Poels               | Pays-Bas                 | Sky                      | + 56 s                   |
| 8e                       | Domenico Pozzovivo       | Italie                   | AG2R La Mondiale         | + 59 s                   |
| 9e                       | Adam Yates               | Royaume-Uni              | Orica-GreenEDGE          | + 1 min 9 s              |
| 10e                      | Roman Kreuziger          | Tchéquie                 | Tinkoff-Saxo             | + 1 min 11 s             |
| modifier                 |                          |                          |                          |                          |

### Classements annexes
| Classement par points | Classement par points | Classement par points | Classement par points | Classement par points |
| --------------------- | --------------------- | --------------------- | --------------------- | --------------------- |
|                       | Coureur               | Pays                  | Équipe                | Point(s)              |
| 1er                   | Peter Sagan           | Slovaquie             | Tinkoff-Saxo          | 32 points             |
| 2e                    | Fabian Cancellara     | Suisse                | Trek Factory Racing   | 21 pts                |
| 3e                    | Jens Debusschere      | Belgique              | Lotto-Soudal          | 20 pts                |
| modifier              |                       |                       |                       |                       |

| Classement de la montagne | Classement de la montagne | Classement de la montagne | Classement de la montagne | Classement de la montagne |
| ------------------------- | ------------------------- | ------------------------- | ------------------------- | ------------------------- |
|                           | Coureur                   | Pays                      | Équipe                    | Point(s)                  |
| 1er                       | Carlos Quintero           | Colombie                  | Colombia                  | 21 points                 |
| 2e                        | Danilo Wyss               | Suisse                    | BMC Razcing               | 18 pts                    |
| 3e                        | Nairo Quintana            | Colombie                  | Movistar                  | 15 pts                    |
| modifier                  |                           |                           |                           |                           |

| Classement du meilleur jeune | Classement du meilleur jeune | Classement du meilleur jeune | Classement du meilleur jeune | Classement du meilleur jeune |
|                              | Coureur                      | Pays                         | Équipe                       | Temps                        |
| ---------------------------- | ---------------------------- | ---------------------------- | ---------------------------- | ---------------------------- |
| 1er                          | Nairo Quintana               | Colombie                     | Movistar                     | en 25 h 11 min 16 s          |
| 2e                           | Thibaut Pinot                | France                       | FDJ                          | + 35 s                       |
| 3e                           | Adam Yates                   | Royaume-Uni                  | Orica-GreenEDGE              | + 1 min 9 s                  |
| modifier                     |                              |                              |                              |                              |

| Classement par équipes | Classement par équipes | Classement par équipes | Classement par équipes |
|                        | Équipe                 | Pays                   | Temps                  |
| ---------------------- | ---------------------- | ---------------------- | ---------------------- |
| 1re                    | Movistar               | Espagne                | en 75 h 37 min 35 s    |
| 2e                     | Sky                    | Royaume-Uni            | + 29 s                 |
| 3e                     | Katusha                | Russie                 | + 1 min 2 s            |
| modifier               |                        |                        |                        |

### UCI World Tour
Ce Tirreno-Adriatico attribue des points pour l'UCI World Tour 2015, par équipes uniquement aux équipes ayant un label WorldTeam, individuellement uniquement aux coureurs des équipes ayant un label WorldTeam.
| Position,          | 1er | 2e | 3e | 4e | 5e | 6e | 7e | 8e | 9e | 10e |
| Classement général | 100 | 80 | 70 | 60 | 50 | 40 | 30 | 20 | 10 | 4   |
| Par étape          | 6   | 4  | 2  | 1  | 1  |    |    |    |    |     |

| Rang | Coureur             | Équipe              | Points |
| ---- | ------------------- | ------------------- | ------ |
| 1    | Nairo Quintana      | Movistar            | 106    |
| 2    | Bauke Mollema       | Trek Factory Racing | 84     |
| 3    | Rigoberto Urán      | Etixx-Quick Step    | 75     |
| 4    | Thibaut Pinot       | FDJ                 | 60     |
| 5    | Alberto Contador    | Tinkoff-Saxo        | 51     |
| 6    | Wout Poels          | Sky                 | 36     |
| 7    | Domenico Pozzovivo  | AG2R La Mondiale    | 20     |
| 8    | Peter Sagan         | Tinkoff-Saxo        | 14     |
| 9    | Adam Yates          | Orica-GreenEDGE     | 10     |
| 10   | Jens Debusschere    | Lotto-Soudal        | 8      |
| 10   | Greg Van Avermaet   | BMC Racing          | 8      |
| 12   | Adriano Malori      | Movistar            | 6      |
| 13   | Fabian Cancellara   | Trek Factory Racing | 5      |
| 14   | Roman Kreuziger     | Tinkoff-Saxo        | 4      |
| 14   | Joaquim Rodríguez   | Katusha             | 4      |
| 16   | Zdeněk Štybar       | Etixx-Quick Step    | 2      |
| 17   | Maciej Bodnar       | Tinkoff-Saxo        | 1      |
| 17   | Matthias Brändle    | IAM                 | 1      |
| 17   | Magnus Cort Nielsen | Orica-GreenEDGE     | 1      |
| 17   | Rinaldo Nocentini   | AG2R La Mondiale    | 1      |
| 17   | Alexander Porsev    | Katusha             | 1      |
| 17   | Filippo Pozzato     | Lampre-Merida       | 1      |
| 17   | Maximiliano Richeze | Lampre-Merida       | 1      |
| 17   | Alexis Vuillermoz   | AG2R La Mondiale    | 1      |

#### Classement individuel
Ci-dessous, le classement individuel de l'UCI World Tour à l'issue de la course.
| Rang | Coureur            | Équipe              | Points |
| ---- | ------------------ | ------------------- | ------ |
| 1    | Richie Porte       | Sky                 | 198    |
| 2    | Rohan Dennis       | BMC Racing          | 114    |
| 3    | Nairo Quintana     | Movistar            | 106    |
| 4    | Michał Kwiatkowski | Etixx-Quick Step    | 89     |
| 5    | Bauke Mollema      | Trek Factory Racing | 84     |
| 6    | Simon Špilak       | Katusha             | 78     |
| 7    | Cadel Evans        | BMC Racing          | 76     |
| 8    | Rigoberto Urán     | Etixx-Quick Step    | 75     |
| 9    | Rui Costa          | Lampre-Merida       | 64     |
| 10   | Tom Dumoulin       | Giant-Alpecin       | 64     |

#### Classement par pays
Ci-dessous, le classement par pays de l'UCI World Tour à l'issue de la course.
| Rang | Pays        | Points |
| ---- | ----------- | ------ |
| 1    | Australie   | 403    |
| 2    | Colombie    | 191    |
| 3    | Pays-Bas    | 189    |
| 4    | Espagne     | 162    |
| 5    | France      | 112    |
| 6    | Pologne     | 91     |
| 7    | Italie      | 84     |
| 8    | Slovénie    | 78     |
| 9    | Portugal    | 64     |
| 10   | Royaume-Uni | 64     |

#### Classement par équipes
Ci-dessous, le classement par équipes de l'UCI World Tour à l'issue de la course.
| Rang | Équipe              | Points |
| ---- | ------------------- | ------ |
| 1    | Sky                 | 290    |
| 2    | Movistar            | 206    |
| 3    | BMC Racing          | 199    |
| 4    | Etixx-Quick Step    | 170    |
| 5    | Trek Factory Racing | 98     |
| 6    | Lampre-Merida       | 97     |
| 7    | Katusha             | 91     |
| 8    | Tinkoff-Saxo        | 72     |
| 9    | Giant-Alpecin       | 66     |
| 10   | Lotto-Soudal        | 66     |

## Évolution des classements
| Étape              | Vainqueur          | Classement général | Classement par points | Classement de la montagne | Classement du meilleur jeune | Classement par équipes |
| ------------------ | ------------------ | ------------------ | --------------------- | ------------------------- | ---------------------------- | ---------------------- |
| 1                  | Adriano Malori     | Adriano Malori     | Adriano Malori        | Non décerné               | Peter Sagan                  | BMC Racing             |
| 2                  | Jens Debusschere   | Adriano Malori     | Jens Debusschere      | Danilo Wyss               | Peter Sagan                  | BMC Racing             |
| 3                  | Greg Van Avermaet  | Greg Van Avermaet  | Peter Sagan           | Danilo Wyss               | Peter Sagan                  | Movistar               |
| 4                  | Wout Poels         | Wout Poels         | Peter Sagan           | Carlos Quintero           | Thibaut Pinot                | Sky                    |
| 5                  | Nairo Quintana     | Nairo Quintana     | Peter Sagan           | Carlos Quintero           | Nairo Quintana               | Katusha                |
| 6                  | Peter Sagan        | Nairo Quintana     | Peter Sagan           | Carlos Quintero           | Nairo Quintana               | Katusha                |
| 7                  | Fabian Cancellara  | Nairo Quintana     | Peter Sagan           | Carlos Quintero           | Nairo Quintana               | Movistar               |
| Classements finals | Classements finals | Nairo Quintana     | Peter Sagan           | Carlos Quintero           | Nairo Quintana               | Movistar               |

## Liste des participants
- Liste de départ complète

| Légende                             | Légende                                                                                                  | Légende                                | Légende                                                                                                  |
| ----------------------------------- | --- | -------------------------------------- | --- |
| Num                                 | Dossard de départ porté par le coureur sur ce Tirreno-Adriatico                                          | Pos                                    | Position finale au classement général                                                                    |
| Leader du classement général        | Indique le vainqueur du classement général                                                               | Leader du classement par points        | Indique le vainqueur du classement par points                                                            |
| Leader du classement de la montagne | Indique le vainqueur du classement de la montagne                                                        | Leader du classement du meilleur jeune | Indique le vainqueur du classement du meilleur jeune                                                     |
|                                     | Indique un maillot de champion national ou mondial, suivi de sa spécialité                               | #                                      | Indique la meilleure équipe                                                                              |
| NP                                  | Indique un coureur qui n'a pas pris le départ d'une étape, suivi du numéro de l'étape où il s'est retiré | AB                                     | Indique un coureur qui n'a pas terminé une étape, suivi du numéro de l'étape où il s'est retiré          |
| HD                                  | Indique un coureur qui a terminé une étape hors des délais, suivi du numéro de l'étape                   | *                                      | Indique un coureur en lice pour le classement du meilleur jeune (coureurs nés après le 1er janvier 1990) |

| Tinkoff-Saxo TCS                    | Tinkoff-Saxo TCS              | Tinkoff-Saxo TCS |
| ----------------------------------- | ----------------------------- | ---------------- |
| Num                                 | Coureur                       | Pos              |
| 1                                   | Alberto Contador (ESP)        | 5e               |
| 2                                   | Ivan Basso (ITA)              | 40e              |
| 3                                   | Daniele Bennati (ITA)         | AB-6             |
| 4                                   | Maciej Bodnar (POL)           | 97e              |
| 5                                   | Christopher Juul Jensen (DEN) | 104e             |
| 6                                   | Roman Kreuziger (CZE)         | 10e              |
| 7                                   | Peter Sagan (SVK)* (Route)    | 50e              |
| 8                                   | Matteo Tosatto (ITA)          | 122e             |
| Directeur sportif : Steven de Jongh |                               |                  |

| AG2R La Mondiale ALM              | AG2R La Mondiale ALM     | AG2R La Mondiale ALM |
| --------------------------------- | ------------------------ | -------------------- |
| Num                               | Coureur                  | Pos                  |
| 11                                | Domenico Pozzovivo (ITA) | 8e                   |
| 12                                | Carlos Betancur (COL)    | 116e                 |
| 13                                | Damien Gaudin (FRA)      | 133e                 |
| 14                                |                          |                      |
| 15                                | Matteo Montaguti (ITA)   | 34e                  |
| 16                                | Rinaldo Nocentini (ITA)  | 55e                  |
| 17                                | Christophe Riblon (FRA)  | AB-5                 |
| 18                                | Alexis Vuillermoz (FRA)  | 30e                  |
| Directeur sportif : Didier Jannel |                          |                      |

| Astana AST                          | Astana AST                    | Astana AST |
| ----------------------------------- | ----------------------------- | ---------- |
| Num                                 | Coureur                       | Pos        |
| 21                                  | Vincenzo Nibali (ITA) (Route) | 16e        |
| 22                                  | Andriy Grivko (UKR)           | 42e        |
| 23                                  | Dmitriy Gruzdev (KAZ)         | 76e        |
| 24                                  | Alexey Lutsenko (KAZ)*        | 64e        |
| 25                                  | Michele Scarponi (ITA)        | 23e        |
| 26                                  | Ruslan Tleubayev (KAZ)        | 111e       |
| 27                                  | Alessandro Vanotti (ITA)      | 44e        |
| 28                                  | Lieuwe Westra (NED)           | AB-5       |
| Directeur sportif : Alexandr Shefer |                               |            |

| Bardiani CSF BAR                      | Bardiani CSF BAR                  | Bardiani CSF BAR |
| ------------------------------------- | --------------------------------- | ---------------- |
| Num                                   | Coureur                           | Pos              |
| 31                                    | Stefano Pirazzi (ITA)             | 77e              |
| 32                                    | Enrico Barbin (ITA)*              | 135e             |
| 33                                    | Enrico Battaglin (ITA)            | 81e              |
| 34                                    | Nicola Boem (ITA)                 | 136e             |
| 35                                    | Francesco Manuel Bongiorno (ITA)* | AB-4             |
| 36                                    | Sonny Colbrelli (ITA)*            | AB-3             |
| 37                                    | Nicola Ruffoni (ITA)*             | AB-5             |
| 38                                    | Edoardo Zardini (ITA)             | 114e             |
| Directeur sportif : Roberto Reverberi |                                   |                  |

| BMC Racing BMC                    | BMC Racing BMC             | BMC Racing BMC |
| --------------------------------- | -------------------------- | -------------- |
| Num                               | Coureur                    | Pos            |
| 41                                | Greg Van Avermaet (BEL)    | 48e            |
| 42                                | Brent Bookwalter (USA)     | 37e            |
| 43                                | Marcus Burghardt (GER)     | 45e            |
| 44                                | Damiano Caruso (ITA)       | 14e            |
| 45                                | Alessandro De Marchi (ITA) | 60e            |
| 46                                | Danilo Wyss (SUI)          | 90e            |
| 47                                | Daniel Oss (ITA)           | 85e            |
| 48                                | Manuel Quinziato (ITA)     | 88e            |
| Directeur sportif : Fabio Baldato |                            |                |

| Bora-Argon 18 BOA                    | Bora-Argon 18 BOA       | Bora-Argon 18 BOA |
| ------------------------------------ | ----------------------- | ----------------- |
| Num                                  | Coureur                 | Pos               |
| 51                                   | Sam Bennett (IRL)*      | 121e              |
| 52                                   | Zakkari Dempster (AUS)  | 123e              |
| 53                                   | Bartosz Huzarski (POL)  | 129e              |
| 54                                   | Patrick Konrad (AUT)*   | 72e               |
| 55                                   | José Mendes (POR)       | 33e               |
| 56                                   | Cristiano Salerno (ITA) | 36e               |
| 57                                   | Björn Thurau (GER)      | AB-6              |
| 58                                   | Paul Voss (GER)         | AB-6              |
| Directeur sportif : Enrico Poitschke |                         |                   |

| Colombia COL                          | Colombia COL               | Colombia COL |
| ------------------------------------- | -------------------------- | ------------ |
| Num                                   | Coureur                    | Pos          |
| 61                                    | Miguel Ángel Rubiano (COL) | 89e          |
| 62                                    | Edwin Ávila (COL)          | AB-6         |
| 63                                    | Alex Cano (COL)            | 28e          |
| 64                                    | Camilo Castiblanco (COL)   | AB-5         |
| 65                                    | Fabio Duarte (COL)         | 112e         |
| 66                                    | Walter Pedraza (COL)       | 69e          |
| 67                                    | Carlos Quintero (COL)      | 75e          |
| 68                                    | Brayan Ramírez (COL)*      | 59e          |
| Directeur sportif : Oscar Pelliccioli |                            |              |

| Etixx-Quick Step EQS               | Etixx-Quick Step EQS        | Etixx-Quick Step EQS |
| ---------------------------------- | --------------------------- | -------------------- |
| Num                                | Coureur                     | Pos                  |
| 71                                 | Rigoberto Urán (COL) (Clm)  | 3e                   |
| 72                                 | Gianluca Brambilla (ITA)    | 20e                  |
| 73                                 | Mark Cavendish (GBR)        | AB-6                 |
| 74                                 | Mark Renshaw (AUS)          | AB-6                 |
| 75                                 | Fabio Sabatini (ITA)        | AB-6                 |
| 76                                 | Zdeněk Štybar (CZE) (Route) | AB-6                 |
| 77                                 | Niki Terpstra (NED)         | AB-6                 |
| 78                                 | Julien Vermote (BEL)        | 53e                  |
| Directeur sportif : Davide Bramati |                             |                      |

| FDJ                             | FDJ                      | FDJ  |
| ------------------------------- | ------------------------ | ---- |
| Num                             | Coureur                  | Pos  |
| 81                              | Thibaut Pinot (FRA)*     | 4e   |
| 82                              | Matthieu Ladagnous (FRA) | 91e  |
| 83                              | Johan Le Bon (FRA)*      | AB-5 |
| 84                              | Steve Morabito (SUI)     | 31e  |
| 85                              | Yoann Offredo (FRA)      | AB-6 |
| 86                              | Cédric Pineau (FRA)      | AB-5 |
| 87                              | Jérémy Roy (FRA)         | 47e  |
| 88                              | Benoît Vaugrenard (FRA)  | 62e  |
| Directeur sportif : Yvon Madiot |                          |      |

| IAM                                 | IAM                          | IAM  |
| ----------------------------------- | ---------------------------- | ---- |
| Num                                 | Coureur                      | Pos  |
| 91                                  | Matteo Pelucchi (ITA)        | NP-3 |
| 92                                  | Marcel Aregger (SUI)*        | AB-5 |
| 93                                  | Matthias Brändle (AUT) (Clm) | 94e  |
| 94                                  | Stef Clement (NED)           | NP-6 |
| 95                                  | Roger Kluge (GER)            | AB-5 |
| 96                                  | Pirmin Lang (SUI)            | AB-6 |
| 97                                  | Sébastien Reichenbach (SUI)  | 38e  |
| 98                                  | Aleksejs Saramotins (LAT)    | AB-6 |
| Directeur sportif : Kjell Carlström |                              |      |

| Lampre-Merida LAM                 | Lampre-Merida LAM               | Lampre-Merida LAM |
| --------------------------------- | ------------------------------- | ----------------- |
| Num                               | Coureur                         | Pos               |
| 101                               | Filippo Pozzato (ITA)           | 74e               |
| 102                               | Tsgabu Grmay (ETH)* (Route/Clm) | 51e               |
| 103                               | Sacha Modolo (ITA)              | 132e              |
| 104                               | Manuele Mori (ITA)              | 67e               |
| 105                               | Przemysław Niemiec (POL)        | 12e               |
| 106                               | Maximiliano Richeze (ARG)       | 107e              |
| 107                               | José Serpa (COL)                | 22e               |
| 108                               | Luka Pibernik (SLO)*            | 96e               |
| Directeur sportif : Orlando Maini |                                 |                   |

| Lotto-Soudal LTS                | Lotto-Soudal LTS               | Lotto-Soudal LTS |
| ------------------------------- | ------------------------------ | ---------------- |
| Num                             | Coureur                        | Pos              |
| 111                             | Jurgen Van den Broeck (BEL)    | 11e              |
| 112                             | Stig Broeckx (BEL)*            | AB-6             |
| 113                             | Jens Debusschere (BEL) (Route) | 86e              |
| 114                             | Pim Ligthart (NED)             | 106e             |
| 115                             | Maxime Monfort (BEL)           | 21e              |
| 116                             | Jürgen Roelandts (BEL)         | 58e              |
| 117                             | Dennis Vanendert (BEL)         | 95e              |
| 118                             | Jelle Vanendert (BEL)          | 82e              |
| Directeur sportif : Bart Leysen |                                |                  |

| Movistar # MOV                                 | Movistar # MOV             | Movistar # MOV |
| ---------------------------------------------- | -------------------------- | -------------- |
| Num                                            | Coureur                    | Pos            |
| 121                                            | Nairo Quintana (COL)*      | 1er            |
| 122                                            | Andrey Amador (CRC)        | 46e            |
| 123                                            | Jonathan Castroviejo (ESP) | 15e            |
| 124                                            | Jesús Herrada (ESP)*       | 41e            |
| 125                                            | Adriano Malori (ITA) (Clm) | 65e            |
| 126                                            | Javier Moreno (ESP)        | 78e            |
| 127                                            | Francisco Ventoso (ESP)    | 138e           |
| 128                                            | Giovanni Visconti (ITA)    | 26e            |
| Directeur sportif : José Vicente García Acosta |                            |                |

| MTN-Qhubeka MTN                | MTN-Qhubeka MTN                   | MTN-Qhubeka MTN |
| ------------------------------ | --------------------------------- | --------------- |
| Num                            | Coureur                           | Pos             |
| 131                            | Edvald Boasson Hagen (NOR)        | 32e             |
| 132                            | Gerald Ciolek (GER)               | 66e             |
| 133                            | Steve Cummings (GBR)              | 6e              |
| 134                            | Tyler Farrar (USA)                | 125e            |
| 135                            | Matthew Goss (AUS)                | 103e            |
| 136                            | Reinardt Janse van Rensburg (RSA) | 61e             |
| 137                            | Louis Meintjes (RSA)*             | 39e             |
| 138                            | Kristian Sbaragli (ITA)*          | 120e            |
| Directeur sportif : Jens Zemke |                                   |                 |

| Orica-GreenEDGE OGE                | Orica-GreenEDGE OGE          | Orica-GreenEDGE OGE |
| ---------------------------------- | ---------------------------- | ------------------- |
| Num                                | Coureur                      | Pos                 |
| 141                                | Magnus Cort Nielsen (DEN)*   | NP-7                |
| 142                                | Luke Durbridge (AUS)*        | 73e                 |
| 143                                | Mathew Hayman (AUS)          | 127e                |
| 144                                | Michael Hepburn (AUS)*       | 110e                |
| 145                                | Jens Mouris (NED)            | 137e                |
| 146                                | Ivan Santaromita (ITA)       | 24e                 |
| 147                                | Svein Tuft (CAN) (Route/Clm) | NP-4                |
| 148                                | Adam Yates (GBR)*            | 9e                  |
| Directeur sportif : Matthew Wilson |                              |                     |

| Cannondale-Garmin TCG              | Cannondale-Garmin TCG            | Cannondale-Garmin TCG |
| ---------------------------------- | -------------------------------- | --------------------- |
| Num                                | Coureur                          | Pos                   |
| 151                                | Ryder Hesjedal (CAN)             | NP-6                  |
| 152                                | Davide Formolo (ITA)*            | 27e                   |
| 153                                | Nathan Haas (AUS)                | AB-6                  |
| 154                                | Kristjan Koren (SLO)             | 99e                   |
| 155                                | Daniel Martin (IRL)              | 25e                   |
| 156                                | Moreno Moser (ITA)*              | 63e                   |
| 157                                | Ramūnas Navardauskas (LTU) (Clm) | 57e                   |
| 158                                | Davide Villella (ITA)*           | 87e                   |
| Directeur sportif : Fabrizio Guidi |                                  |                       |

| Europcar EUC                          | Europcar EUC              | Europcar EUC |
| ------------------------------------- | ------------------------- | ------------ |
| Num                                   | Coureur                   | Pos          |
| 161                                   | Pierre Rolland (FRA)      | AB-6         |
| 162                                   | Yukiya Arashiro (JPN)     | 68e          |
| 163                                   | Giovanni Bernaudeau (FRA) | 113e         |
| 164                                   | Tony Hurel (FRA)          | 134e         |
| 165                                   | Vincent Jérôme (FRA)      | 117e         |
| 166                                   | Yannick Martinez (FRA)    | 119e         |
| 167                                   | Maxime Méderel (FRA)      | 35e          |
| 168                                   | Perrig Quéméneur (FRA)    | 84e          |
| Directeur sportif : Dominique Arnould |                           |              |

| Giant-Alpecin TGA             | Giant-Alpecin TGA    | Giant-Alpecin TGA |
| ----------------------------- | -------------------- | ----------------- |
| Num                           | Coureur              | Pos               |
| 171                           | Thierry Hupond (FRA) | 126e              |
| 172                           | Nikias Arndt (GER)*  | 71e               |
| 173                           | Bert De Backer (BEL) | 128e              |
| 174                           | Simon Geschke (GER)  | AB-5              |
| 175                           | Chad Haga (USA)      | 98e               |
| 176                           | Luka Mezgec (SLO)    | AB-6              |
| 177                           | Albert Timmer (NED)  | 108e              |
| 178                           | Tom Veelers (NED)    | 131e              |
| Directeur sportif : Marc Reef |                      |                   |

| Katusha KAT                      | Katusha KAT                    | Katusha KAT |
| -------------------------------- | ------------------------------ | ----------- |
| Num                              | Coureur                        | Pos         |
| 181                              | Joaquim Rodríguez (ESP)        | 13e         |
| 182                              | Giampaolo Caruso (ITA)         | NP-7        |
| 183                              | Alberto Losada (ESP)           | 19e         |
| 184                              | Daniel Moreno (ESP)            | 43e         |
| 185                              | Luca Paolini (ITA)             | 105e        |
| 186                              | Alexander Porsev (RUS) (Route) | 118e        |
| 187                              | Alexey Tsatevitch (RUS)        | 54e         |
| 188                              | Ángel Vicioso (ESP)            | NP-6        |
| Directeur sportif : José Azevedo |                                |             |

| Lotto NL-Jumbo TLJ              | Lotto NL-Jumbo TLJ    | Lotto NL-Jumbo TLJ |
| ------------------------------- | --------------------- | ------------------ |
| Num                             | Coureur               | Pos                |
| 191                             | Sep Vanmarcke (BEL)   | 124e               |
| 192                             | Kevin De Weert (BEL)  | 79e                |
| 193                             | Rick Flens (NED)      | 101e               |
| 194                             | Tom Leezer (NED)      | 130e               |
| 195                             | Paul Martens (GER)    | AB-6               |
| 196                             | Laurens ten Dam (NED) | 80e                |
| 197                             | Martijn Keizer (NED)  | 70e                |
| 198                             | Robert Wagner (GER)   | AB-4               |
| Directeur sportif : Erik Dekker |                       |                    |

| Sky SKY                         | Sky SKY                         | Sky SKY |
| ------------------------------- | ------------------------------- | ------- |
| Num                             | Coureur                         | Pos     |
| 201                             | Vasil Kiryienka (BLR)           | 56e     |
| 202                             | Kanstantsin Siutsou (BLR) (Clm) | 18e     |
| 203                             | Leopold König (CZE)             | 29e     |
| 204                             | Mikel Nieve (ESP)               | 17e     |
| 205                             | Wout Poels (NED)                | 7e      |
| 206                             | Salvatore Puccio (ITA)          | 109e    |
| 207                             | Ian Stannard (GBR)              | 102e    |
| 208                             | Elia Viviani (ITA)              | NP-5    |
| Directeur sportif : Dario Cioni |                                 |         |

| Trek Factory Racing TFR           | Trek Factory Racing TFR       | Trek Factory Racing TFR |
| --------------------------------- | ----------------------------- | ----------------------- |
| Num                               | Coureur                       | Pos                     |
| 211                               | Fabian Cancellara (SUI) (Clm) | 52e                     |
| 212                               | Julián Arredondo (COL)        | 49e                     |
| 213                               | Stijn Devolder (BEL)          | 83e                     |
| 214                               | Markel Irizar (ESP)           | 100e                    |
| 215                               | Bauke Mollema (NED)           | 2e                      |
| 216                               | Yaroslav Popovych (UKR)       | 92e                     |
| 217                               | Hayden Roulston (NZL)         | 93e                     |
| 218                               | Jesse Sergent (NZL)           | 115e                    |
| Directeur sportif : Adriano Baffi |                               |                         |